# 马路彝族苗族乡
马路彝族苗族乡是中华人民共和国贵州省毕节市金沙县下辖的一个民族乡。

## 行政区划
马路彝族苗族乡下辖以下村级行政区划单位：
犀牛村、金联村、金龙村、新田村、龙山村、木落村和清坪村。